# 西康努夫

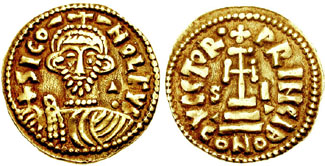
一枚索利都斯上的西康努夫肖像，在他统治萨莱诺期间铸造

西康努夫（義大利語：Siconolfo，?—851年）是第一任萨莱诺亲王，贝内文托亲王西卡德（Sicard of Benevento）的兄弟。
西卡德被拉德尔希斯一世（Radelchis I）刺杀后，萨莱诺的民众拥护西康努夫成为亲王以对抗拉德尔希斯一世。此时西康努夫被拉德尔希斯一世作为囚犯关押在塔兰托。一群来自萨莱诺和阿马尔菲的人伪装成阿马尔菲商人，从监狱中救出西康努夫，并将其送至萨莱诺。
841年，拉德尔希斯一世开始召集萨拉森人来对抗西康努夫，但西康努夫很快采用了同样的方法反击。这场内战持续了10年，期间萨拉森人对当地的破坏日益严重，教堂遭到洗劫。最终在849年，意大利国王路易二世（Louis II）来到意大利南部，正式将贝内文托公国分裂，迫使两位对手签订和平协议，让西康努夫成为了分裂出的萨莱诺公国（Principality of Salerno）的亲王。这个新诞生的公国包含的城市有：塔兰托、卡萨诺伊尔皮诺、帕埃斯图姆、孔扎德拉坎帕尼亚、萨尔诺、诺拉、卡普阿、泰亚诺以及索拉。西康努夫于不久后去世，他的儿子萨莱诺的西科（Sico of Salerno）继承了亲王头衔。